# Maladera murzini
Maladera murzini är en skalbaggsart som beskrevs av Ahrens 2004. Maladera murzini ingår i släktet Maladera och familjen Melolonthidae. Inga underarter finns listade i Catalogue of Life.